# Медведев, Ефим Григорьевич
Ефи́м Григо́рьевич Медве́дев (укр. Юхим Григорович Медведєв; 20 марта [1 апреля] 1886, Бахмут, Екатеринославская губерния — 7 июня 1938, Харьков, Харьковская область, Украинская ССР, СССР) — украинский советский политический деятель.

## Биография
Родился 20 марта (1 апреля) 1886 года в городе Бахмут (теперь в Донецкой области). После окончания обучения в Бахмутском ремесленном училище (1902) работал электротехником на заводах Бахмута и Екатеринослава.
С 1904 года — член РСДРП. В период Первой Российской революции активно работал в социал-демократических организациях Бахмута (1904), Екатеринослава (1905), Юзовки (1907), Лозово-Павловки (1908), в 1904 году был арестован на Константиновском заводе, в 1905 году выслан из Екатеринослава за участие в Октябрьской всеобщей стачке.
В 1917 году работал в Харьковском трамвайном депо, вступил в УСДРП, был инициатором создания местной организации левых украинских социал-демократов, которая в политических кампаниях блокировалась с большевиками. 21 ноября 1917 года Медведев был избран членом исполкома Харьковского совета, 1 декабря — делегатом на Всеукраинский съезд советов. В декабре 1917 года выступил одним из организаторов Первого Всеукраинского Съезда советов крестьянских, рабочих и солдатских депутатов в Харькове.
15 декабря 1917 года возглавил президиум Центрального Исполнительного Комитета Советов Украины, поддержал большевистскую политику. В январе-феврале 1918 года Медведев входил в состав делегации народных комиссаров на переговорах в Бресте, где 19 января (1 февраля) выступил с Декларацией от имени правительства Советской Украины. В марте 1918 года освобождён от должности Главы президиума ЦИК Советов Украины. С апреля 1918 года находился в Москве, входил в состав заграничного бюро левых украинских социал-демократов, был делегатом Первого Съезда КП(б) Украины. Затем на хозяйственной работе: председатель электротехнического отдела ВСНХ (Москва), главный инженер суконной фабрики в Луганске.
В 1919 году был на нелегальной работе на Украине, член Украинской Коммунистической Партии (боротьбистов), а после её роспуска — КП(б) Украины. В начале 1920-х годов Медведев отошёл от политической деятельности. Жил в Харькове, работал на разных хозяйственных должностях (завотделом Екатеринославского совнархоза, начальник отдела Харьковского паровозостроительного завода, помощник директора Южно-рудного треста и других).
В 1928 году опубликовал мемуары в журнале «Літопис революцiï». С 1935 года — персональный пенсионер республиканского значения.
Арестован 27 января 1938 года. 11 мая 1938 года Харьковской тройкой при УНКВД приговорён к смертной казни.
Расстрелян 7 июня 1938 года в Харькове.
Посмертно реабилитирован 22 ноября 1957 года.

## Семья
- Жена — Медведева Прасковья Терентьевна.
  - Сыновья: Виктор, Анатолий и Юрий — участники Великой Отечественной войны. Виктор погиб в Харькове. Анатолий в 1950-е годы работал директором совхоза на целине. Юрий — инженер-строитель в Харькове. Сын Вениамин был угнан в Германию остарбайтером, вернулся только после войны.